# Asterigerinoides
Asterigerinoides es un género de foraminífero bentónico de la familia Asterigerinatidae, de la superfamilia Asterigerinoidea, del suborden Rotaliina y del orden Rotaliida. Su especie tipo es Discorbina guerichi. Su rango cronoestratigráfico abarca desde el Oligoceno medio hasta el Mioceno medio.

## Clasificación
Asterigerinoides incluye a la siguiente especie:
- Asterigerinoides guerichi †